# Ixodes luxuriosus
Ixodes luxuriosus är en fästingart som beskrevs av Schulze 1932. Ixodes luxuriosus ingår i släktet Ixodes och familjen hårda fästingar. Inga underarter finns listade i Catalogue of Life.